# 拉佩河邊街站

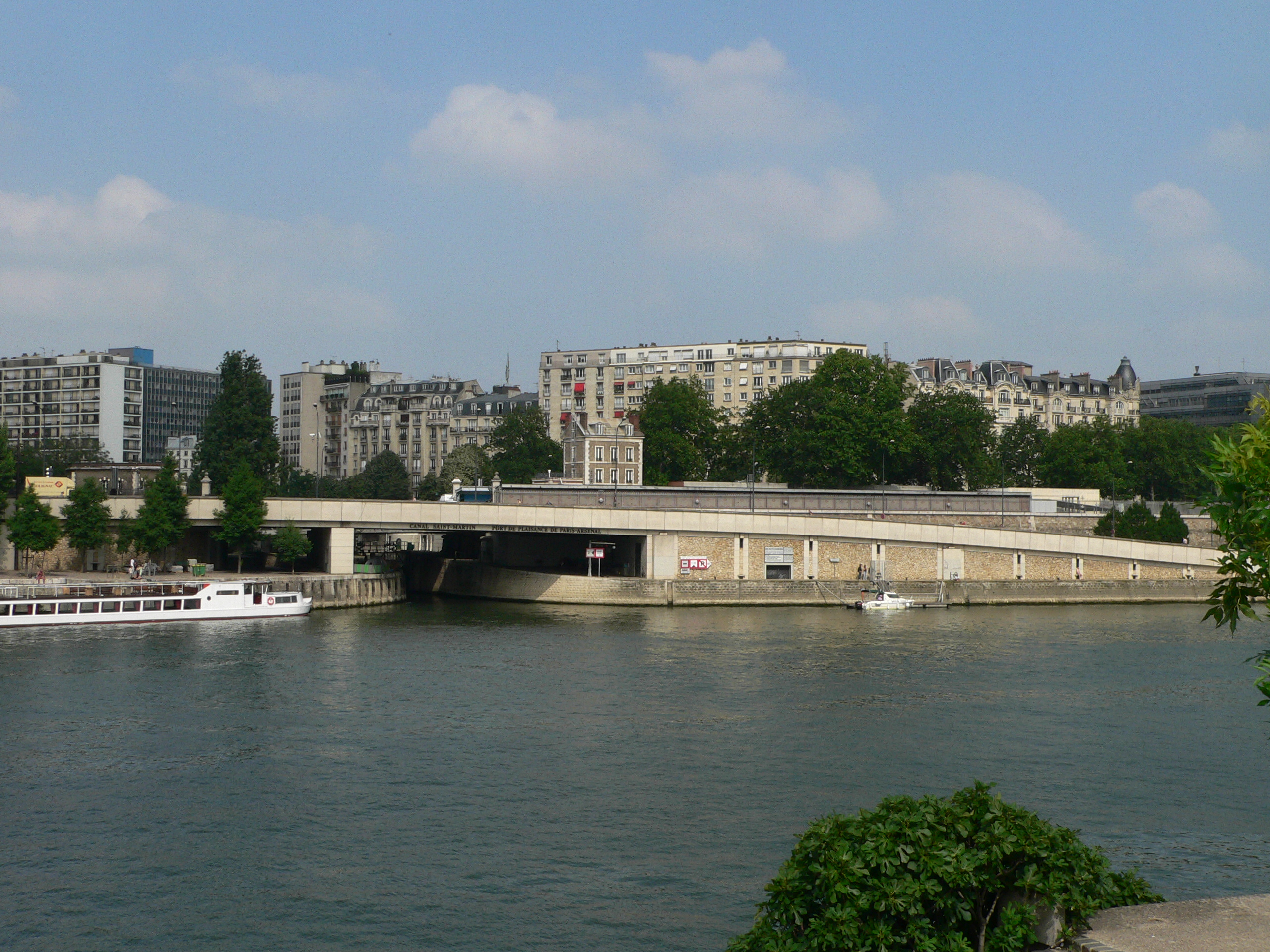
此站建於巴黎-阿森納港的入口對面（在塞納河對岸觀看）

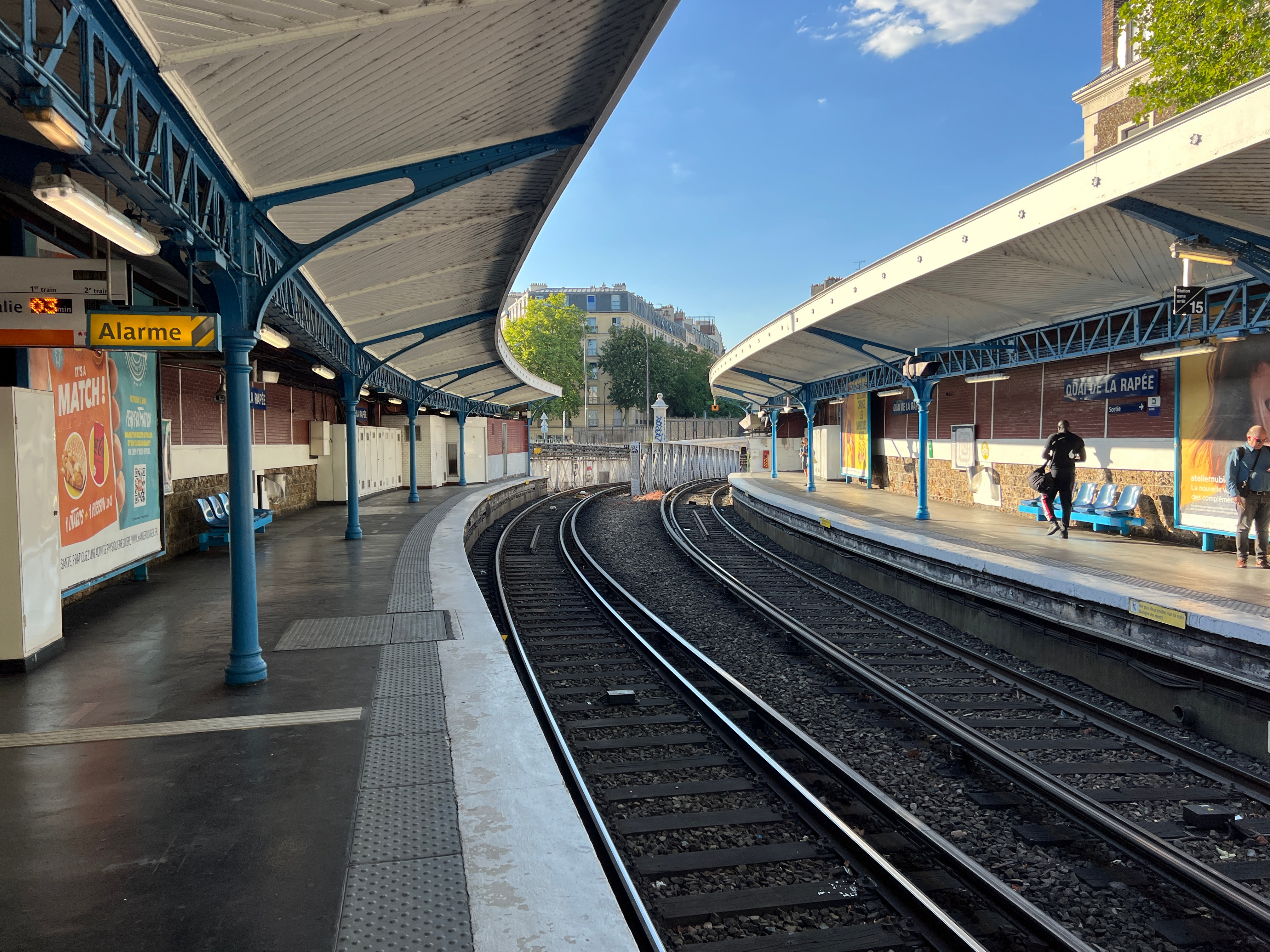
月台 (2022年6月)

拉佩河邊街站（法語：Quai de la Rapée）是巴黎地鐵5號線的一個地鐵站。與一般地鐵站不同，此站位於地面，並是開放式設計，然而兩端都直接進入隧道。在1910年巴黎水浸中，車站完全被水淹浸。站名曾經稱為奧斯特里茨橋及馬蔭斯，拉佩河邊街，以路易十六的戰爭專員拉佩爵士命名。

## 車站結構
| 5號線月台 | 側式月台，右側開門 | 側式月台，右側開門               |
| 5號線月台 | 南行               | 往意大利廣場（奧斯特里茨站）     |
| 5號線月台 | 北行               | 往博比尼-巴勃羅·畢卡索（巴士底） |
| 5號線月台 | 側式月台，右側開門 |                                  |
| 1F        | 月台連接夾層       |                                  |
| 街道      |                    |                                  |

## 畫廊

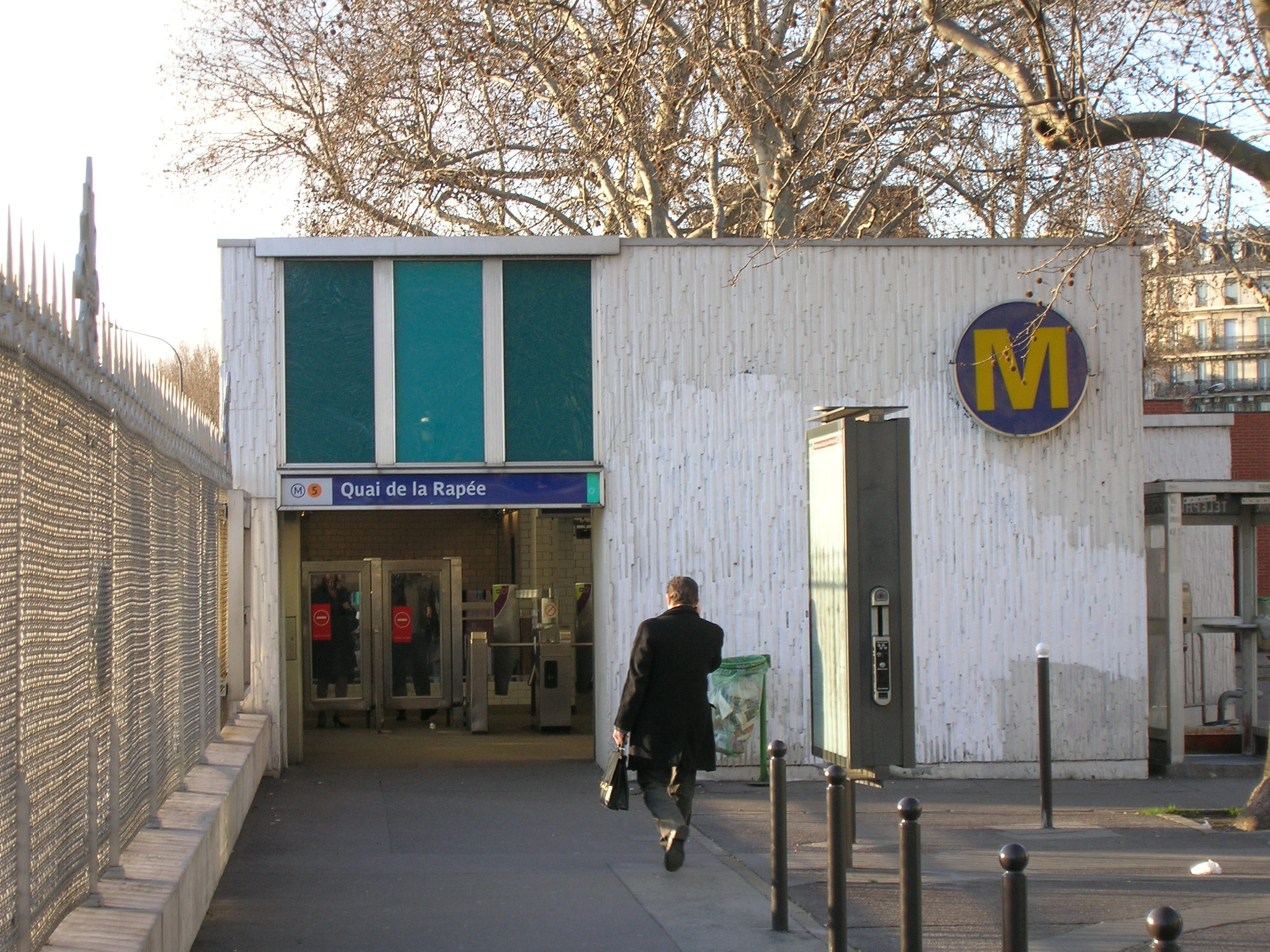
拉佩河邊街入口
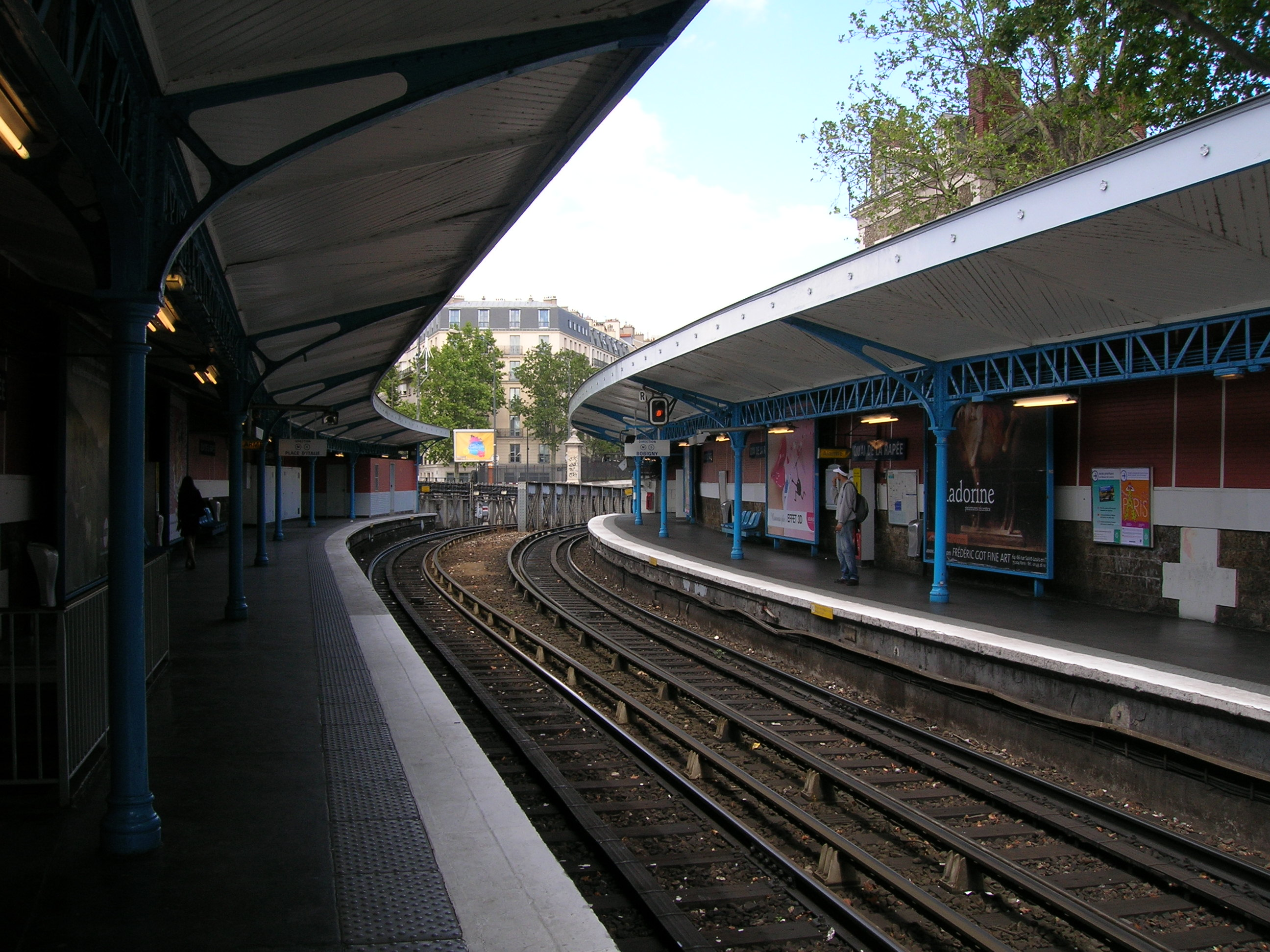
拉佩河邊街站月台